# Cámara de Diputados de Entre Ríos
La Honorable Cámara de Diputados de Entre Ríos es la Cámara Baja de la Legislatura de la provincia, está compuesta por 34 diputados elegidos por voto directo en lista única. Sus miembros duran cuatro años en sus mandatos y pueden ser reelegidos indefinidamente.
Solo ella ejerce la potestad exclusiva de acusar ante el Senado a los funcionarios sujetos a juicio político; por ejemplo: el gobernador y los ministros de su gabinete o los miembros del Superior Tribunal de Justicia.
En cada período ordinario la Cámara designará un presidente, un vicepresidente primero y un vicepresidente segundo, además de un secretario y un prosecretario que se encargarán de la parte administrativa del cuerpo. Estos dos últimos no pueden ser legisladores.
La distribución de las bancas se hace mediante el sistema D'Hondt.  Vale hacer la aclaración de que el partido que en caso de que la primera fuerza no obtenga la mitad más uno de las bancas, la Constitución provincial asigna a este el número de 18 bancas, repartiendo el resto entre las minorías mediante el mismo sistema distributivo.  Este criterio, establecido en la constitución provincial de 1933, fue ratificado por la reforma de 2008.
Hasta las elecciones de 2011, la Cámara de Diputados estaba integrada por 28 legisladores, número establecido en 1933 para darle a esta Cámara el doble de miembros que la de Senadores, elegidos uno por cada departamento.  Entre 1933 y 2008 la provincia pasó de 14 a 17 departamentos, por lo que en la reforma de 2008 se privilegió mantener el criterio de representación, llevando el número de representantes a 34.

## Composición actual (2023-2027)
| Diputado                       | Bloque | Bloque                      |
| ------------------------------ | ------ | --------------------------- |
| Lenico Orlando Aranda          |        | Juntos por Entre Ríos       |
| Lorena Maricel Arrozogaray     |        | Más para Entre Ríos         |
| Silvia Mariel Ávila            |        | Más para Entre Ríos         |
| Juan José Bahillo              |        | Más para Entre Ríos         |
| Mariana Gisela Bentos          |        | Juntos por Entre Ríos       |
| Julia Esther Calleros Arrecous |        | Partido Fe                  |
| Sergio Daniel Castrillon       |        | Más para Entre Ríos         |
| Silvina Soledad Deccó          |        | Más para Entre Ríos         |
| Enrique Tomás Cresto           |        | Más para Entre Ríos         |
| Carlos Alberto Damasco         |        | Partido Fe                  |
| Roque Orlando Fleitas          |        | La Libertad Avanza          |
| Alicia María Fregonese         |        | Juntos por Entre Ríos       |
| Silvio Martin Gallay           |        | Juntos por Entre Ríos       |
| Mauro Alejandro Godein         |        | Juntos por Entre Ríos       |
| Gustavo Rene Hein              |        | Juntos por Entre Ríos       |
| José María Kramer              |        | Más para Entre Ríos         |
| Carola Elisa Laner             |        | Juntos por Entre Ríos       |
| Gabriela Mabel Lena            |        | Juntos por Entre Ríos       |
| Alcides Marcelo López          |        | Juntos por Entre Ríos       |
| Jorge Fernando Maier           |        | Juntos por Entre Ríos       |
| Silvia del Carmen Moreno       |        | Más para Entre Ríos         |
| Susana Alejandra Martina Pérez |        | Juntos por Entre Ríos       |
| Rubén Rafael Rastelli          |        | Juntos por Entre Ríos       |
| Fabián Dulio Rogel             |        | Juntos por Entre Ríos       |
| María Elena Romero             |        | Juntos por Entre Ríos       |
| Gladys Liliana Salinas         |        | Partido Conservador Popular |
| Bruno Sarubi                   |        | Juntos por Entre Ríos       |
| Yari Demian Seyler             |        | Más para Entre Ríos         |
| María Laura Stratta            |        | Más para Entre Ríos         |
| Carolina Susana Streitenberger |        | Juntos por Entre Ríos       |
| María Noelia Taborda           |        | Juntos por Entre Ríos       |
| Débora Betina Todoni           |        | La Libertad Avanza          |
| Erica Vilma Vázquez            |        | Juntos por Entre Ríos       |
| Andrea Soledad Zoff            |        | Más para Entre Ríos         |

## Composición histórica
| 2019-2023                    | 2019-2023 | 2019-2023                     |
| Diputado                     | Bloque    | Bloque                        |
| ---------------------------- | --------- | ----------------------------- |
| Rosario Ayelén Acosta        |           | PRO                           |
| Martín César Anguiano        |           | PRO                           |
| Uriel Maximiliano Brupbacher |           | Unión Cívica Radical          |
| José Orlando Cáceres         |           | Frente CREER Entre Ríos       |
| Reynaldo Jorge Cáceres       |           | Frente CREER Entre Ríos       |
| Sergio Daniel Castrillón     |           | Frente CREER Entre Ríos       |
| Stefanía Cora                |           | Frente CREER Entre Ríos       |
| Juan Pablo Cosso             |           | Frente CREER Entre Ríos       |
| Gustavo Cusinato             |           | Unión Cívica Radical          |
| Mariana Farfán               |           | Frente CREER Entre Ríos       |
| Sara Mercedes Foletto        |           | Unión Cívica Radical          |
| Ángel Francisco Giano        |           | Frente CREER Entre Ríos       |
| Juan Manuel Huss             |           | Frente CREER Entre Ríos       |
| María Gracia Jaroslavsky     |           | Unión Cívica Radical          |
| José María Kramer            |           | Frente CREER Entre Ríos       |
| Diego Lara                   |           | Frente CREER Entre Ríos       |
| Néstor Loggio                |           | Frente CREER Entre Ríos       |
| Julián Maneiro               |           | Unión Cívica Radical          |
| Nicolás Alejandro Mattiauda  |           | PRO                           |
| Silvia del Carmen Moreno     |           | Frente CREER Entre Ríos       |
| Juan Reynaldo Navarro        |           | Frente CREER Entre Ríos       |
| Carina Manuela Ramos         |           | Frente CREER Entre Ríos       |
| Mariano Pedro Rebord         |           | Frente CREER Entre Ríos       |
| Verónica Paola Rubattino     |           | Frente CREER Entre Ríos       |
| Jorge Diego Satto            |           | PRO                           |
| Leonardo Jesús Silva         |           | Frente CREER Entre Ríos       |
| Julio Solanas                |           | Frente CREER Entre Ríos       |
| Eduardo Solari               |           | Unión Cívica Radical          |
| María del Carmen Toller      |           | Frente CREER Entre Ríos       |
| Manuel Troncoso              |           | PRO                           |
| Lucía Friné Varisco          |           | Unión Cívica Radical          |
| Esteban Vitor                |           | PRO                           |
| Juan Domingo Zacarías        |           | Movimiento Social Entrerriano |
| Gustavo Marcelo Zavallo      |           | Frente CREER Entre Ríos       |

| 2015-2019                    | 2015-2019 | 2015-2019                             |
| Diputado                     | Bloque    | Bloque                                |
| ---------------------------- | --------- | ------------------------------------- |
| Rosario Ayelén Acosta        |           | Cambiemos                             |
| José Ángel Allende           |           | Frente Justicialista Somos Entre Ríos |
| Leticia María Angerosa       |           | Frente Justicialista Somos Entre Ríos |
| Martín César Anguiano        |           | Cambiemos                             |
| José Antonio Artusi          |           | Cambiemos                             |
| Pedro Ángel Báez             |           | Frente Justicialista Somos Entre Ríos |
| Alejandro Bahler             |           | Unión Popular-Frente Renovador        |
| Marcelo Fabián Bisogni       |           | Frente Justicialista Somos Entre Ríos |
| Juan Carlos Darrichon        |           | Frente Justicialista Somos Entre Ríos |
| Ester González               |           | Frente Justicialista Somos Entre Ríos |
| Gustavo Raúl Guzmán          |           | Frente Justicialista Somos Entre Ríos |
| Sergio Omar Kneeteman        |           | Cambiemos                             |
| Daniel Antonio Koch          |           | UNA-Frente Renovador                  |
| Joaquín la Madrid            |           | Cambiemos                             |
| Miriam Soledad Lambert       |           | Frente Justicialista Somos Entre Ríos |
| Diego Lucio Lara             |           | Frente Justicialista Somos Entre Ríos |
| Gabriel Mabel Lena           |           | Cambiemos                             |
| Jorge Daniel Monge           |           | Cambiemos                             |
| Juan Reynaldo Navarro        |           | Frente Justicialista Somos Entre Ríos |
| Gustavo Alfredo Osuna        |           | Frente Justicialista Somos Entre Ríos |
| Emilce Mabel del Luján Pross |           | Frente Justicialista Somos Entre Ríos |
| Raúl Riganti                 |           | Frente Justicialista Somos Entre Ríos |
| Alberto Daniel Rotman        |           | Cambiemos                             |
| Daniel Andrés Ruberto        |           | Frente Justicialista Somos Entre Ríos |
| Fuad Amado Migul Sosa        |           | Cambiemos                             |
| María Elena Tassistro        |           | Frente Justicialista Somos Entre Ríos |
| María del Carmen Toller      |           | Frente Justicialista Somos Entre Ríos |
| Ricardo Antonio Troncoso     |           | Recuperación Radical                  |
| Sergio Daniel Urribarri      |           | Frente Justicialista Somos Entre Ríos |
| Silvo Gabriel Valenzuela     |           | Frente Justicialista Somos Entre Ríos |
| Rubén Ángel Vázquez          |           | Frente Justicialista Somos Entre Ríos |
| María Alejandra Viola        |           | Cambiemos                             |
| Esteban Amado Vitor          |           | Cambiemos                             |
| Gustavo Marcelo Zavallo      |           | Frente Justicialista Somos Entre Ríos |

| Frente Justicialista para la Victoria: - José Allende - Juan Carlos Navarro - Hernán Vittulo - Osvaldo Viano - Leticia Angerosa - Sergio Schmunk - Juan Carlos Darrichón - Claudia Monjo - Daniel Ruberto - Martín Uranga - Juan José Albornoz - Emilce Pross - Marcelo Bisogni - Ángel Vásquez - Estela Almirón - Antonio Alizegui - Laura Stratta - Pablo Mendoza - Adela Esparza. Frente Progresista, Cívico y Social: - Agustín Federik - Jorge Daniel Monge - María Felicitas Rodríguez - Antonio Julián Rubio - Fuad Amado Sosa - Pedro Julio Ullua - Lisandro Viale Frente Entrerriano Federal: - Fabián Flores - Rosario Romero - Juan Carlos Almada - Rubén Almará - Diego Lara - Hugo Daniel Vasquez GEN: - Enrique Fontanetto - María Emma Bargagna |

| Frente para la Victoria (Partido Justicialista): - Jorge Pedro Busti (Presidente) - José Ángel Allende - José Orlando Cáceres (Vicepresidente 1º) - Alicia Cristina Haidar - Horacio Fabián Flores - Jorge Alberto Kerz - Eduardo Abel Jourdán - Juan Carlos Almada - Hugo Daniel Vásquez - Patricia Teresa Díaz - Juan Alberto Bettendorff - Juan Domingo Zacarías - Jorge Daniel Bolzán - Héctor Darío Argain - Jorge Fernando Maier Unión Cívica Radical: - Jaime Pedro Benedetti - Marcelo Alcides López - José María Miser - José Antonio Artusi - Domingo Luis Pando - José Oscar Cardoso Frente para la Victoria y la Justicia Social: - Hugo Oscar Berthet - Lidia Ester Nogueira - Daniel Raúl G. Bescos - Rubén Francisco Adami - José Salin Jodor Concertación Entrerriana: - Héctor Eduardo De la Fuente - Ana Delia D'Angelo |

| Bloque Partido Justicialista - Emilio Aroldo Eduardo Castrillón - Adrián Federico Fuertes - Raúl Patricio Solanas - Orlando Víctor Engelmann - Juan José Bahillo - Julio César Aldaz - Enrique Tomás Cresto - José Ángel Allende - Juan Carlos Almada - Hernán Darío Vittulo - Alicia Cristina Haidar - Rubén Francisco Adami - Jorge Daniel Bolzán - Marcos Américo Fontana - Ángel Ezequiel Tramontín Bloque Frente Social Entre Ríos Tiene Futuro - Fabián Dulio Rogel - Clidia Alba Allende de López - Osvaldo Fernández - Héctor Monzón - Horacio Giorgio - Rubén Alberto Villaverde - Eduardo Manuel Solari - Arturo Vera Bloque Nuevo Espacio Entrerriano - Juan Domingo Zacarías - Beatriz Demonte de Montaldo - Antonio Eduardo Mainez - Oscar Grilli Bloque La Red de Participación Popular - Lucy Grimalt |

| Bloque Alianza: - Elena Rita Alfaro de Mármol - Hernán Daniel Burna - José Oscar Cardoso - Gaspar Luis Carlino - José César Gustavo Cusinato - Ana Delia D'Angelo - Manuel Alberto Fortuny - Álvaro Alejandro Guiffrey - Adolfo Aníbal Lafourcade - Marcelo Edgardo Maidana - Rubén Eduardo Maín - Santiago Carlos Reggiardo - Julio César Rodríguez Signes - Mónica Zunilda Torres - Ricardo Antonio Troncoso Bloque Partido Justicialista: - Héctor Alberto Alanis - José Ángel Allende - Emilio Aroldo A. Castrillón - Félix Eduardo Del Real - Orlando Víctor Engelmann - José Elías Ferro - Carlos Roberto Fuertes - Pedro Guillermo Guastavino - Eduardo José Jodor - Luis Miguel Márquez - Raúl Patricio Solanas - Raúl Abraham Taleb - Sergio Daniel Urribarri |

| Bloque Partido Justicialista: - Hugo Oscar Berthet - Emilio Aroldo A. Castrillón - José Elías Ferro - Carlos Roberto Fuertes - César Nelson Garcilazo - Carlos Héctor Ghirardi - Ester González - Eduardo José Jodor - Eduardo Osmar Marín - Carlos Jaime Menéndez - Rubén Santiago Rezzet - Raúl Abraham Taleb - Luis Alberto Tristán - Sergio Daniel Urribarri - Daniel Martín Welschen Bloque Unión Cívica Radical: - José Luis Atencio - Carlos Jaime Cecco - Guillermo Eduardo Corfield - Pedro Mario Egge - Daniel Osvaldo Mármol - Daniel Pacheco - María Felicitas Rodríguez - Roberto Delfor Valente - Arturo Vera - Rubén Antonio Villaverde Bloque FREPASO: - Roberto Daniel Blumhagen - Federico Román Gustavo Soñez Bloque Partido Solidaridad: - Eduardo Mario Ferreyra |

| Bloque Partido Justicialista: - Héctor Alberto Alanis - Miguel Ángel Barbiero - Hugo Oscar Berthet - Juan Alejandro Demichelis - Orlando Víctor Engelmann - José Elías Ferro - Carlos Roberto Fuertes - Dionisio Eduardo Gavilán - Ester González - José Salim Jodor - Eduardo Osmar Marín - Faustino Alfredo Schiavoni - Juan Carlos Stratta - Raúl Abraham Taleb - Sergio Daniel Urribarri Bloque Unión Cívica Radical: - Isabelino Apduch - Antonio Abelardo Boleas - Enrique Sergio Carbó - Jorge Alberto Chémez - Román Antonio Ciarroca - Julio César Den Daw - Luis Alfredo Dri - Marcelo Granillo - Ricardo Molinas - Benito Reggiardo - Carmen Elena Reynoso - Eduardo A. Taubas Bloque Unión Provincial: - Lucio Armando Borini |

| Bloque Partido Justicialista: - Juan Carlos Cresto - Juan Alejandro Demichelis - Orlando Víctor Engelmann - Eduardo Mario Ferreyra - Carlos Roberto Fuertes - Julio Ramón Goyeneche - Mario Rubén Juárez - Eduardo Osmar Marín - Rubén Alfredo Matorras - Gerardo Ramón Moreno - José Antonio Re - Héctor Ramón Rodríguez - José Carlos Scelzi - Faustino Alfredo Schiavoni - Daniel Eduardo Tomé Bloque Unión Cívica Radical: - Celomar José Argachá - Dardo Gustavo Beltrame - Miguel Ángel Bourlot - César Gregorio Bruselario - Daniel Luis Cerato - Gabriel Ángel Ferro - Juan Enrique Ghiano - Daniel Osvaldo González - Raúl Alberto Martínez - Celia Isabel Piñón Ávila - Aristides Riffel - José Luis Zufiaurre Bloque Unión de Centro Democrática: - Idelfonso Faustino Esnal |

| Bloque UCR: - Roberto Audisio - Carlos Alberto Contín - Abel Petronio De León - Roberto Alfredo Ferrando - Héctor Hugo Frutos - Arturo Francisco Ganly - Honorio de la Cruz Goyeneche - Marcelo Granillo - Adolfo Aníbal Lafourcade - Alberto Mario Lagrenade - Alfredo Tomás Maffioly - Roberto Daniel Massera - Rodolfo Miguel Parente - José Alberto Sampietro - Horacio Francisco Trucco Bloque Partido Justicialista: - José Roque Bravo - Eduardo Ceferino Golly - Abel Roberto González - Walter Marano - Eduardo Julio Martínez - Rubén Alfredo Matorras - Gerardo Ramón Moreno - Susana Graciela Osuna - Gabino Pérez - Hipólito Norton Redruello - Luis Abel Rossi - Juan Carlos Stratta - Juan Carlos Rosendo Urriste |